# سياسات بيئية
السياسة البيئية هي مجال أكاديمي للدراسة الذي ينصب تركيزه على ثلاثة عناصر أساسية:
- دراسة النظريات السياسية والأفكار المتعلقة بالبيئة؛
- بحث المواقف البيئة للأحزاب السياسية الرئيسية والحركات الاجتماعية البيئية؛
- تحليل صناعة السياسة العامة وعملية التنفيذ التي تؤثر على البيئة، على مختلف المستويات السياسية الجغرافية.

يشير نيل كارتر، في متن كتابه سياسة البيئة (Politics of the Environment) (2009)، إلى أن السياسة البيئية متميزة من جانبين على الأقل: أولاً، أن لديها شاغلاً رئيسيًا بالعلاقة بين المجتمع البشري والعالم الطبيعي«(الصفحة 3)؛ ثانيًا، خلافًا لمعظم القضايا الفردية الأخرى، فإن السياسة البيئية تذخر بإيديولوجيتها وحركتها السياسية الخاصة» (p. 5, drawing on Michael Jacobs, ed., Greening the Millenium?, 1997).
علاوة على ذلك، فإنه يميز بين الأشكال الحديثة والسابقة للسياسة البيئية، لا سيما الاعتقاد بحماية الموارد الطبيعية والاعتقاد بالحماية. والسياسة البيئية المعاصرة «تحركت بفعل الفكرة المتمثلة في الأزمة البيئية العالمية التي تهدد وجود البشرية.» و«كانت حركة حماية البيئة الحديثة عبارة عن حركة جماهيرية سياسية وناشطة والتي طالبت بتحول جذري في قيم وهياكل المجتمع.»

## التحديات الديموقراطية
يُعدّ تغير المناخ ظاهرةً بطيئة السير بالنسبة إلى فترات حكم القادة السياسيين في الديمقراطيات الانتخابية، الأمر الذي يُعرقل استجابات السياسيين المنتخبين والذين يُعاد انتخابهم لفترات زمنية أقصر بكثير.
في الولايات المتحدة، وعلى الرغم من اعتبار «حماية البيئة» ظاهرةً متعلقةً بالبيض في إحدى المراحل، أشار الباحثون إلى «مواقف مؤيدة للبيئة بين اللاتينيين والأميركيين من أصل أفريقي وغير الإسبان من ذوي البشرة البيضاء»، مع تزايد القلق البيئي خاصّة لدى اللاتينيين. لاحظ باحثون آخرون أيضًا مناصرة الأميركيين الآسيويين للبيئة بشكل كبير، مع وجود بعض الاختلافات بين المجموعات العرقية الفرعية.
تتطلب الاستجابة الفعالة لظاهرة الاحتباس الحراري شكلاً من أشكال الحوكمة البيئية الدولية لتحقيق الأهداف المشتركة المتعلقة باستهلاك الطاقة والتعامل مع البيئة. يُعقّد تغير المناخ أيديولوجية السياسة وممارستها، ما يؤثر على مفاهيم المسؤولية الواقعة على المجتمعات والنظم الاقتصادية المستقبلية. تصبح الحلول التكنولوجية عاجزةً عن التخفيف من آثار تغير المناخ نتيجة التفاوت المادي بين الدول. يمكن بالأحرى للحلول السياسية أن تبحث في الخصائص المميزة لمختلف جوانب الأزمة البيئية. من المحتمل أن تتعارض استراتيجيات التخفيف من تغير المناخ مع الأولويات الديمقراطية مثل الرخاء والازدهار وسيادة الدولة، وأن تبرز بدلًا من ذلك العلاقة الجماعية مع البيئة.
يعتمد المجتمع السياسي الدولي حاليًا على مبادئ ليبرالية تعطي الأولوية للحريات الفردية والأنظمة الرأسمالية التي تجعل من الاستجابات السريعة والطموحة والهادفة إلى التصدي للتغيرات المناخية أمرًا صعب التحقيق. تُوجَّه ليبرالية جماعات المصالح حسب الأولويات الإنسانية الفردية. لا تشمل التسوية السياسية الجماعات غير القادرة على التعبير عن مصلحتها الشخصية، مثل الأقليات المحرومة من حق الاقتراع، أو غير البشر. تتعرقل عملية معالجة الأزمات البيئية عندما لا يدرك مواطنو الديمقراطيات الليبرالية تأثير المشاكل البيئية على حياتهم، أو عند افتقارهم إلى التعليم اللازم لتقييم أهمية المشكلة. تتنافس المنافع البشرية التي تقدمها حماية البيئة من جهة مع منافع استثمارها من جهة أخرى. يفيد النظر في نتائج التدهور البيئي على الأجيال البشرية المستقبلية في إعطاء الاهتمامات البيئية رُكنًا في السياسة الديمقراطية الليبرالية المتمحورة حول الإنسان.
يفترض وليام أوفلس عجز الديمقراطيات الليبرالية عن معالجة المشكلات البيئية، بالإضافة إلى الانتقال إلى أشكال أكثر استبدادية من الحكم في حال إعطاء الأولوية لهذه المشكلات. يعارض آخرون هذا الرأي من خلال الإشارة إلى النجاحات السابقة التي حققتها حركات الإصلاح البيئي الهادفة إلى تحسين نوعية المياه والهواء في المجتمعات الليبرالية. في الممارسة العملية، يمكن أن تساهم حماية البيئة في تحسين الديمقراطية بدلًا من أن تستوجب إلغاءها، من خلال توسيع المشاركة الديمقراطية وتشجيع الإبداع السياسي.
تثير التوترات الحاصلة بين الديمقراطية الليبرالية والأهداف البيئية تساؤلات حول قيود الديمقراطية المحتملة (أو على الأقل الديمقراطية كما نعرفها): مثل قدرتها على الاستجابة للمشكلات الدقيقة واسعة النطاق، وقدرتها على العمل من منظور مجتمعي شمولي، واستعدادها للتعامل مع الأزمات البيئية المرتبطة بأنماط الحكم الأخرى. لا تملك الديموقراطيات التدابير الاحتياطية اللازمة لإجراء إصلاحات بيئية لا يُلزَم بها الناخبون الذين يفتقر العديد منهم إلى الحافز أو الرغبة في المطالبة بسياسات يمكن أن تضر بالازدهار المطلوب تحقيقه بسرعة. يبقى السؤال المطروح الآن هو ما إذا كان أساس السياسة هو الأخلاق أو التطبيق العملي. يمكن أن يشكل المخطط الذي يصوّر البيئة ويقيمها خارج نطاق فائدتها البشرية، بمعنى وجود أخلاقيات بيئية، عاملًا حاسمًا بالنسبة لاستجابة الديمقراطيات لتغير المناخ.

## الدوريات العلمية
تتضمن المجلات البحثية التي تمثل مجال الدراسة هذا ما يلي:
- السياسات البيئية (مجلة)
- السياسات البيئية الدولية
- الاتفاقيات البيئية الدولية

## وصلات خارجية
- Environmental Politics journal homepage